# Samuel Arrieta
Samuel Benjamín Arrieta Buelvas (San Juan Nepomuceno, Bolívar; Colombia, 15 de marzo de 1964) es un abogado colombiano que en la actualidad, desde el inicio del periodo de Juan Gregorio Eljach como Procurador General de la Nación, se desempeña como Procurador Delegado para la Vigilancia Preventiva de la Función Pública en dicha entidad. Anteriormente fue miembro de la Nueva Fuerza Democrática
, partido con el cuál fue elegido por voto popular para integrar el Concejo de Bogotá y el Senado de la República.
.

## Carrera profesional
Como estudiante inició su vida política participando en el “Movimiento Estudiantil Estudiantil por la Constituyente“ conocido como la séptima papeleta, que desembocó en la Constitución de 1991. Por tres años fue Representante estudiantil en el Consejo Superior Universitario y luego asesor y Secretario General de la Universidad Distrital Francisco José de Caldas entre 1993 y 1997.
En 1997 logró una curul en el Concejo de Bogotá por el Partido Liberal, obteniendo 10.536 votos, donde estuvo por espacio de ocho años, en tres periodos consecutivos: 1998, 2001 y 2004. Ocupó la Presidencia del Concejo en el año 2002 y la presidencia de varias de sus comisiones de trabajo. Asimismo, fue cónsul general de Colombia en Santo Domingo y senador de la república durante dos periodos. Actualmente es concejal de Bogotá por La Nueva Fuerza Democrática.

## Congresista de Colombia
En las elecciones legislativas de Colombia de 2006, Arrieta Buelvas fue elegido senador de la república de Colombia con un total de 24.306 votos.
Su última unidad de trabajo legislativo (UTL) fue conformada por:
- Aranguren De Vergara Elsa janeth
- Ballen Torres José Antonio
- Bejarano De Moreno Luz marina
- Bermúdez Siderol Henry Alberto
- Cortes Estupinan Diana Julieth
- Mejia Álvarez Eder Enrique
- Moreno Gutiérrez Ana Lucia
- Navarro Gómez Óscar Alejandro
- Rotavista Figueroa Erika I

### Iniciativas
El legado legislativo de Samuel Benjamín Arrieta Buelvas se identificó por su participación en las siguientes iniciativas desde el congreso:

- Reformar los decretos dictados en el marco de la emergencia social en relación con la financiación de las prestaciones excepcionales en salud.[3]
- Establecen condiciones para la contratación de acciones de promoción y prevención por la Red Pública.[4]
- Afianzar en la práctica el principio de igualdad entre los educadores y a desarrollar el principio jurídico según el cual a trabajo igual debe corresponder salario y prestaciones iguales (Objetado por el Presidente de la República).[5]
- Construir una política de Estado para las víctimas, sobre la base de la justicia, verdad y reparación (Retirado).[6]
- Ampliar el período de los Magistrados de la Corte Constitucional, Corte Suprema de Justicia, Consejo de Estado y Consejo Superior de la Judicatura de ocho a doce años (Aprobado).[7]

## Carrera política
Su trayectoria política se ha identificado por:

### Partidos políticos
A lo largo de su carrera ha representado los siguientes partidos:
| Partido político                | Fecha Inicio        | Fecha Fin           |                                  |                   |  |
| Partido de Integración Nacional | 11 de abril de 2012 | 19 de julio de 2014 |                                  |                   |  |
| Partido Convergencia Ciudadana  | 20 de julio de 2006 | 19 de julio de 2010 | Partido Nueva Fuerza Democrática | 8 de mayo de 2023 |  |

### Cargos públicos
Entre los cargos públicos ocupados por Samuel Benjamín Arrieta Buelvas, se identifican:
| Cargo público      | Partido político                 | Fecha Inicio            | Fecha Fin               |
| Concejal de Bogotá | Partido Nueva Fuerza Democrática | 15 de diciembre de 2021 |                         |
| Concejal de Bogotá | Partido Convergencia Ciudadana   | 1 de enero de 2004      | 29 de enero de 2006     |
| Concejal de Bogotá | Partido Convergencia Ciudadana   | 1 de enero de 2001      | 31 de diciembre de 2003 |
| Concejal de Bogotá | Partido Liberal                  | 1 de enero de 1998      | 31 de diciembre de 2000 |